# Drew Seeley
Pour les articles homonymes, voir Seeley.
Andrew Michael Edgar Seeley, dit Drew Seeley, est un acteur et chanteur canadien, né le 30 avril 1982, à Ottawa (Ontario).
Il a composé, écrit les chansons des téléfilms High School Musical et doublé la voix de Troy Bolton dans le premier film, car l'acteur Zac Efron est un baryton alors que les producteurs souhaitaient un ténor pour ce rôle. Il a notamment fait la tournée qui a suivi, avec les acteurs-chanteurs du téléfilm. Il interprète notamment le générique des Cheetah Girls 2, Dance With Me, avec Belinda. Il a également joué dans le film Comme Cendrillon 2 (Another Cinderella Story) aux côtés de Selena Gomez. Enfin, il joue aussi aux côtés de l'actrice Chelsea Kane dans le rôle du jeune Ryan Hutton et d'Angus dans le téléfilm Chante, danse, aime, diffusé le 19 mars 2014, sur la chaîne M6 à 13h45. Son dernier film Non-Stop, où il interprète cette fois ci le rôle de « Ronnie », a été diffusé le 29 novembre 2013 sur la chaine de télévision américaine Lifetime, aucune date de diffusion n'a encore été annoncé pour la France.

## Biographie

### Jeunesse et formations
Andrew Michael Edgar Seeley naît le 30 avril 1982 à Ottawa, en Ontario. Il grandit dans la banlieue de Toronto avec sa petite sœur Katie. Ses parents soutiennent dès son plus jeune âge son désir de devenir artiste, et lui font faire ses premiers pas sur scène à l'âge de dix ans.
Du collège au lycée, il se produit avec succès dans de nombreuses pièces de théâtre comme Into the Woods, Gypsy, Once Upon A Mattress, Miracle en Alabama et Le Marchand de Venise. En 1999, il est récompensé dans la catégorie du meilleur show pour son duo avec Ben Pelteson dans Le Baiser de Judas lors de la Florida's State Thespian Competition.
Entre 1999 et 2000, toujours étudiant, il est le meneur du groupe de R&B Nu Ground avec qui il enregistre un album et fait les premières parties des concerts de Mya, K-ci & Jojo, Tyrese, et des Baha Men.

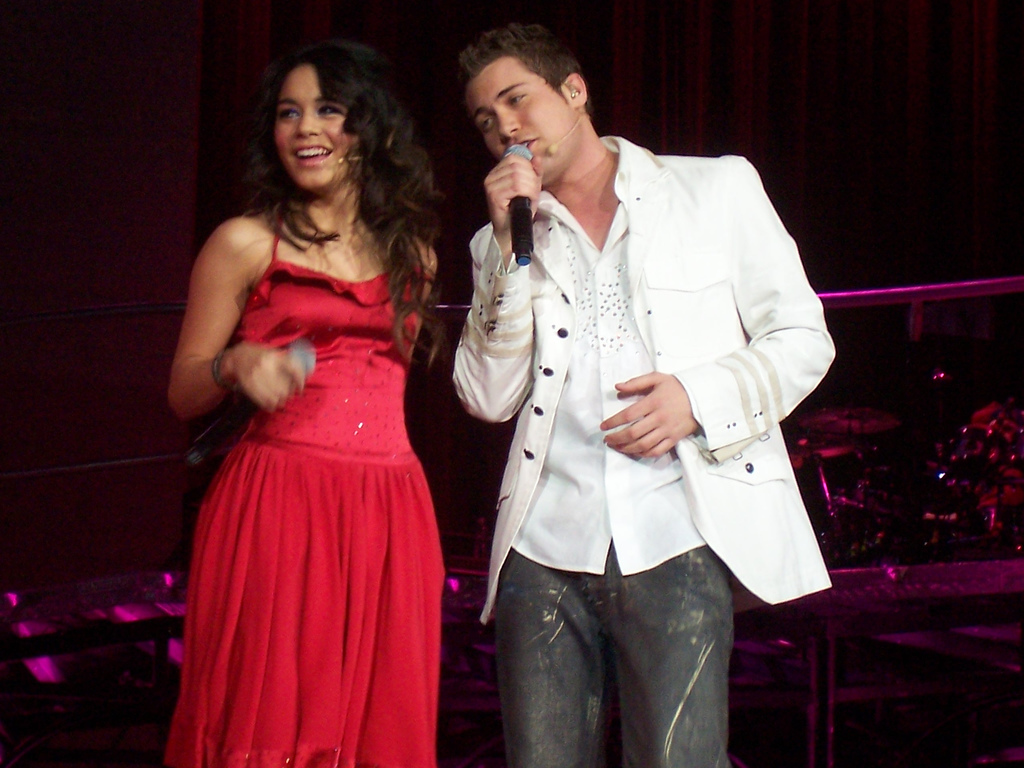
Vanessa Hudgens et Drew Seeley pendant le tournage de High School Musical

Diplômé du lycée de Lake Brantley d'Altamonte Springs dans la banlieue d'Orlando, en Floride, en 2000, il s'inscrit ensuite à l'université du centre de la Floride. Il y suit des cours de droit, de justice criminelle, de publicité et de relations publiques jusqu'à ce qu'il décide d'abandonner les études et de déménager en Californie pour lancer sa carrière.

### Carrière
Quelques mois plus tard, ses rêves se réalisent : Drew Seeley tourne dans plusieurs films, se familiarise avec les métiers de la télévision, apparaît dans Haine et Passion, Dawson, ou encore Les Frères Scott, puis écrit et enregistre plus d'une dizaine de chansons.
Auteur, compositeur et interprète de talent, il travaille durant l'été 2005 sur la célèbre comédie pour adolescents High School Musical où il double l’ensemble des chansons interprétées par Zac Efron. Sa gueule d'ange n'a finalement pas suffi pour séduire les producteurs qui lui avaient pourtant fait passer des essais pour le rôle de Troy Bolton. Il coécrit et interprète quand même le titre nommé aux Emmy Awards Get'cha Head in the Game, ainsi que toutes les autres chansons extraites de la bande originale du film, écoulée à plus de quatre millions d'exemplaires et certifiée quatre fois disque de platine.
Révélé grâce à ce succès planétaire, il a également eu l'occasion de travailler avec Raven-Symoné (Phénomène Raven) avant d'interpréter le titre Dance With Me en duo avec Belinda pour la comédie musicale Cheetah Girls 2.
Il a également participé à la bande originale du film Jump in!.
Avant d'apparaître dans un épisode inédit de la troisième et dernière saison de La Vie de palace de Zack et Cody, il a remplacé Zac Efron sur les différentes tournées de High School Musical : The concert.
Il participe également au film Comme Cendrillon 2 (aussi appelé Une Autre Histoire de Cendrillon) aux côtés de Selena Gomez et il fait une apparition dans le film La Naissance d'une nouvelle star.
Enfin, il joue aussi aux côtés de l'actrice Chelsea Kane dans l'un de ses nouveaux films Chante, danse, aime (Lovestruck: The Musical), diffusé le 21 avril 2013 sur ABC Family. Son dernier film Non-Stop (où il interprète cette fois-ci le rôle de Ronnie) a été diffusé le 29 novembre 2013 sur la chaine de télévision américaine Lifetime, aucune date de diffusion n'a encore été annoncé pour la France.
En 2013, il apparait dans le clip Get The Girl Back du groupe Hanson aux côtés des actrices Nikki Reed et Kat Dennings. Sur la même année, il interprète le titre I Do pour la série Disney Channel Shake It Up. Le titre apparaît également dans l'album de la troisième saison de Shake It Up, Shake It Up:  I Love Dance. Du coup, le titre apparaît aussi dans la série animée, Déco Desi sur la même année .

### Vie privée

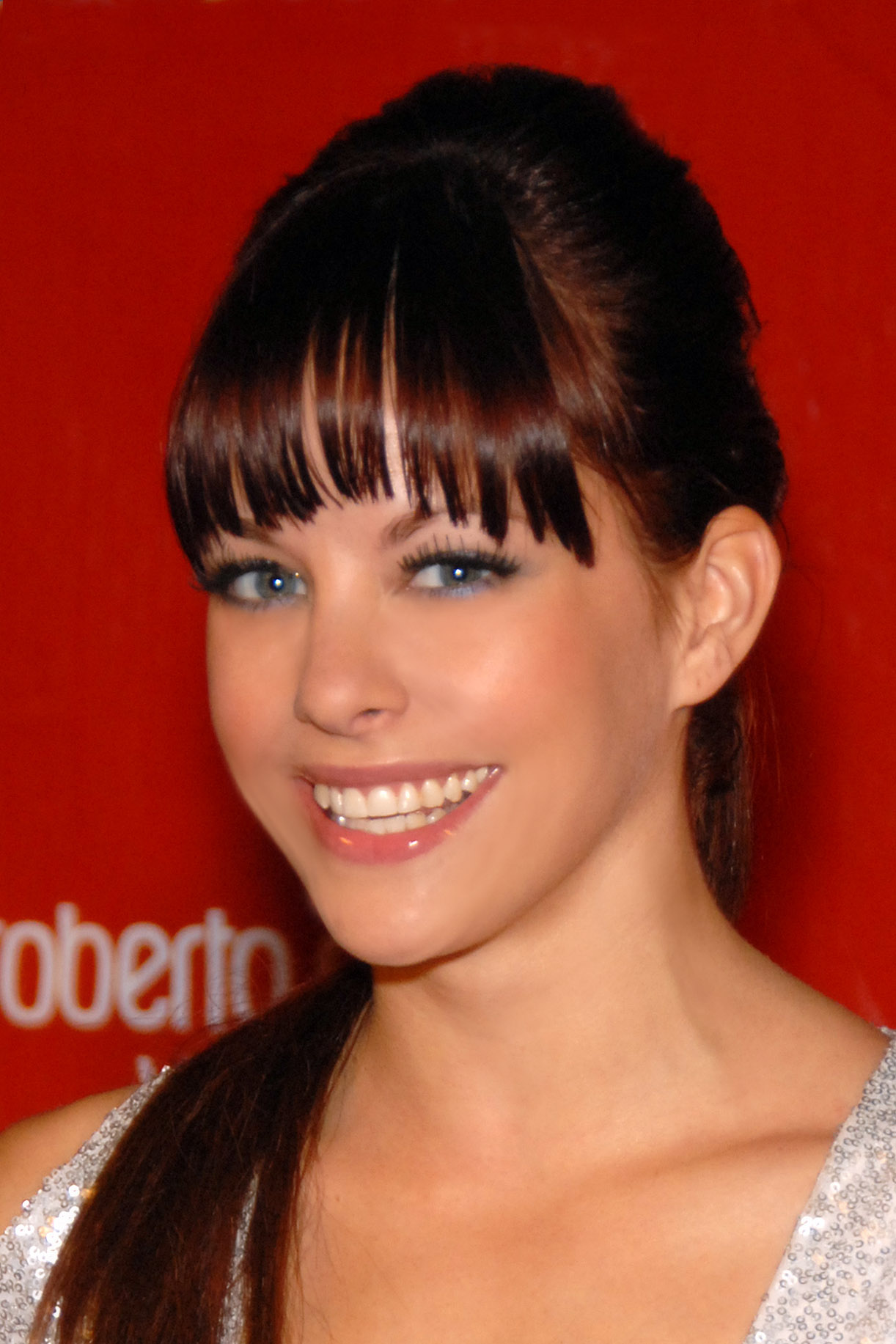
Amy Paffrath, l'épouse de Drew Seeley

Depuis août 2008, Drew Seeley est le compagnon de l'actrice Amy Paffrath, sa partenaire dans I Kissed a Vampire. Après s'être fiancés en février 2012, ils se sont mariés le 28 avril 2013 à Key West, en Floride.

## Filmographie

### Cinéma
- 1999 : Camp Tanglefoot: It All Adds Up : Tommy
- 2006 : Complete Guide to Guys de Jeff Arch : Stearns
- 2008 : Comme Cendrillon 2 (Another Cinderella Story) de Damon Santostefano : Joey Parker
- 2009 : The Shortcut de Nicholaus Goossen : Derek
- 2010 : I Kissed a Vampire de Chris Nolan : Trey Sylvania
- 2012 : The Hit Girls (Pitch Perfect) de Jason Moore (voix masculine)
- 2015 : Yellow Day de Carl Lauten : le bonhomme
- 2016 : Union Bound de Harvey Lowry : le tueur complice
- 2016 : Chalk It Up de Hisonni Johnson : Todd
- 2016 : Do Over de Ryan Francis : Sean King
- 2018 : A Friend's Obsession de Craig Goldstein : Lloyd

### Courts métrages
- 2006 : Christopher Brennan Saves the World de Jesse Dykstra : Tom Hartwell
- 2006 : The Modern Unicorn's Guide to Love and Magic de Ryan M. Moore : Matt
- 2012 : The Madame de David Christopher Lee : Partier
- 2014 : LA Bound: 7 Things Nobody Tells You About Moving to LA de Josh Harris : le mec du parking
- 2014 : Second Time Around de lui-même : Sean

### Télévision

#### Téléfilms
- 2004 : La Naissance d'une nouvelle star (Stuck in the Suburbs) de Savage Steve Holland : David
- 2005 : Les Ailes du chaos  (Locusts) de David Jackson : Willy
- 2005 : Campus Confidential de Melanie Mayron  : Logan
- 2006 : High School Musical : Premiers pas sur scène (High School Musical) : Troy Bolton (chant)
- 2007 : Des yeux dans la nuit (Claire) de Stephen Bridgewater : Bobby Mills
- 2010 : Père avant l'heure (Freshman Father) de Michael Scott : John Patton
- 2012 : Liaisons interdites (TalhotBlond) de Courteney Cox : Tommy
- 2013 : Chante, danse, aime (Lovestruck The Musical) : Ryan Hutton, jeune
- 2013 : Détresse en plein ciel (Non-Stop) : Ronnie
- 2018 : Ma vie privée sous surveillance (He Knows Your Every Move) de Lane Shefter Bishop : Stuart Weinbach, alias « Jack Newsom »
- 2018 : Noël parfait pour couple imparfait (Christmas by the Book) de Letia Clouston : Ted Domrose
- 2019 : Cinq cartes de vœux pour Noël (Write Before Christmas) de Pat Williams : Jax
- 2021 : Le Mariage de ma boss (My Boss' Wedding) de Andrew Cymek : Michael
- 2021 : Sur la piste de Noël (Christmas Movie Magic) de Robert Vaughn : Brad Westdale

#### Séries télévisées
- 2000 : Haine et Passion (The Guiding Light) (3 épisodes) : Andrew
- 2002 : Dawson (Dawson’s Creek) (saison 6, épisode 3 : The Importance of Not Being Too Earnest) : un mec
- 2003-2004 : Les Frères Scott (One Tree Hill) (2 épisodes) : Johnny « Vegas » Norris
- 2008 : La Vie de palace de Zack et Cody (The Suite Life of Zack and Cody) (saison 3, épisode 18 : Romancing the Phone) : Jeffery
- 2009 : I Kissed a Vampire (3 épisodes) : Trey Sylvania
- 2010 : The Closer : L.A. enquêtes prioritaires (The Closer) (saison 6, épisode 7 : Jump the Gun) : Boyd Martin
- 2010-2011 : Glory Daze (10 épisodes) : Jason Wilson
- 2013 : BK Comedy Series (saison 1, épisode 6 : Hairy Feet)
- 2013 : The Flip Side (2 épisodes)
- 2013 : Minute Motivations (saison 1, épisode 9 : Holiday Special)
- 2014 : His and Hers (His & Hers) (saison 1, épisode 5 : All Your Friends Are Men) : Jason
- 2014 : CoffeeHouse (saison 1, épisode 1 : Pilot) : Brandon Sherwood
- 2014 : The Interrogationists (saison 1, épisode 4 : The Husband) : Jason Vance
- 2017 : Shooter (saison 2, épisode 4 : The Dark End of the Street) : Toby Sloane

## Comédies musicales
- 1993 : Show Boat
- 2009 : La Petite Sirène : Prince Eric
- 2014 : Jersey Boys : Bob Gaudio[4]